# Красновський Олександр Абрамович
Олекса́ндр Абра́мович Красно́вський народився 13 (26) серпня 1913 в Одесі. Радянський біохімік і біофізик, академік АН СРСР (1976). Нагороджений орденами Трудового Червоного Прапора, «Знак Пошани», медалями.

## Життєпис
Народився в сім'ї лікаря. Рано втратив батька, у 1921 з матір'ю переїхав до Москви.
Закінчив Московський хіміко-технологічний інститут 1937 року. З 1940 — кандидат хімічних наук. У 1941—44 працював на військовому хімічному заводі в Сталіногорську Тульської області (пізніше евакуйований до Кемерова).
З 1944 працює в інституті біохімії АН СРСР; з 1959 завідувач лабораторією фотобіохімії. Професор кафедри біофізики Московського державного університету імені Ломоносова (з 1954). Був головним редактором журналу «Біофізика».
Доктор хімічних наук — 1948; член-кореспондент — з 1962, дійсний член — з 1976 Академії наук СРСР; член Німецької академії природознавців «Леопольдина» — з 1975. Лауреат премії імені О. Баха (1948 і 1974), Державної премії СРСР (1991), відзначений урядовими нагородами.
Брав активну участь у створенні Інституту фотосинтезу АН СРСР у Пущині.
1950 року на Севастопольській біологічній станції розробив спосіб виділення Фітоеритринфітоеритрину з червоних водоростей.
Праці по вивченню первинних стадій фотосинтезу, фотохімії хлорофілу, про розміщення і утворення пігментів в організмах. Відкрив реакцію зворотного фотохімічного відновлення хлорофілу, його аналогів і похідних. З'ясував механізм фотосенсибілізуючої дії хлорофілу при окислювально-відновних перетвореннях піридиннуклеотидів, цитохромів, хінонів, інших компонентів ланцюга перенесення електрона. Виявив мономірні і агреговані форми хлорофілу, бактеріохлорофілу та їх аналогів, екстрагував з листя білковий комплекс протохлорофілу. Запропонував ряд моделей хімічної еволюції фотосинтезу.
Як педагог підготував більше 50 кандидатів та докторів наук.
Помер 16 травня 1993 у Москві, похований на Троєкуровському кладовищі.